# La morte di Francesca da Rimini e di Paolo Malatesta
La morte di Francesca da Rimini e di Paolo Malatesta è un dipinto di Alexandre Cabanel, realizzato nel 1870 e attualmente conservato nel Museo d'Orsay, a Parigi. Esso è un esempio di pittura accademica del secondo impero francese.

## Storia
L'anno seguente al suo termine, il 18 dicembre 1871, l'opera di Cabanel venne acquistata dallo Stato francese, e nel 1874 dal Museo del Louvre di Parigi. L'anno dopo il quadro venne spostato al Museo del Lussemburgo, sempre nella capitale francese, per poi ritornare immediatamente l'anno dopo al Louvre, visto l'insuccesso che suscitò lì. Per cento anni, dal 1885 al 1985, il quadro rimase al Museo di Piccardia, e infine nel 1985 venne definitivamente acquistato dal Museo d'Orsay, dov'è ubicato tutt'oggi.

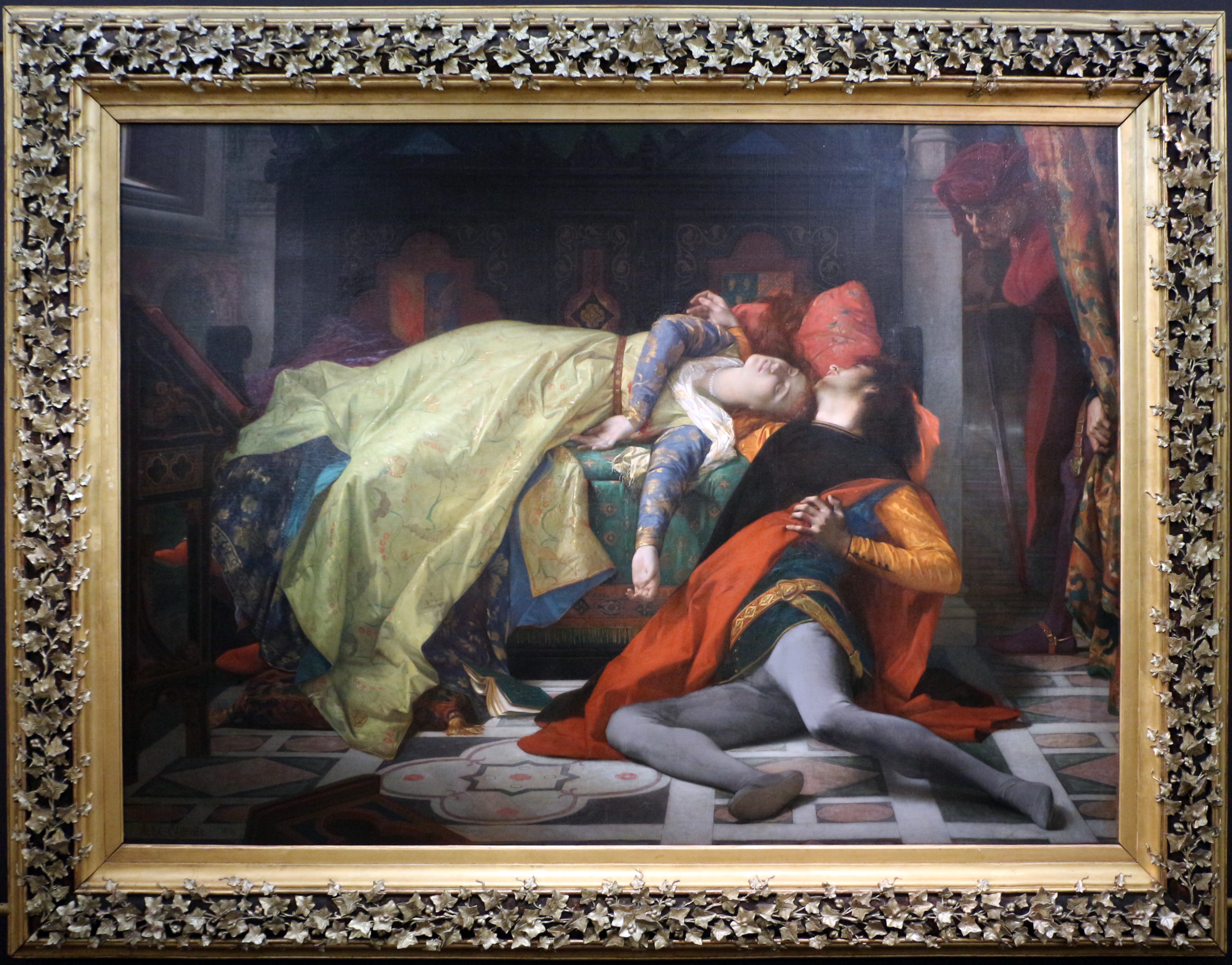
Il quadro con la cornice esposto al Museo d'Orsay

## Descrizione
Questo dipinto raffigura la celebre coppia di amanti Paolo e Francesca, che realmente esistettero e che raggiunsero la fama quando vennero cantati da Dante Alighieri nel suo capolavoro Divina Commedia, in cui vennero inseriti nell'Inferno, in particolare nel girone dei lussuriosi. In questa scena in particolare i due poveri amanti sono rappresentati morenti dopo essere stati aggrediti e pugnalati dal marito di Francesca, Gianciotto Malatesta, anch'egli presente nel quadro, ma all'estrema destra, avvolto dal buio. Risulta evidente il contrasto tra lo scuro dello sfondo e della figura sinistra di Gianciotto con l'incarnato pallido dei due moribondi: inoltre, come altra dimostrazione che il delitto è già avvenuto, Francesca, stesa su un letto, tenta di coprirsi col braccio la ferita sul petto, così come Paolo, seduto invece sul pavimento in marmo, tenta con la mano destra di fermare l'afflusso di sangue dalla ferita aperta sul fianco. Inoltre nella penombra dov'è Gianciotto si può notare il pugnale che egli stringe fra le mani, sporco di sangue.
Splendido il modo con cui l'autore riesce a rendere il sentimento straordinario che intercorre tra i due amanti, che neanche la morte riesce a separare (come spiega Francesca stessa nel suo colloquio con Dante nell'Inferno): infatti, nonostante questo rappresenti per lui uno sforzo immane, Paolo non rinuncia comunque a cingere col braccio la sua amata, che quasi gli appoggia la testa al petto, attendendo assieme la morte.